# Chyšná
Chyšná (německy Chyschna) je obec v okrese Pelhřimov v Kraji Vysočina. Žije zde 122 obyvatel.

## Historie
První písemná zmínka o obci pochází z roku 1305.

## Obyvatelstvo
| Rok            | 1869 | 1880 | 1890 | 1900 | 1910 | 1921 | 1930 | 1950 | 1961 | 1970 | 1980 | 1991 | 2001 | 2011 | 2021 |
| -------------- | ---- | ---- | ---- | ---- | ---- | ---- | ---- | ---- | ---- | ---- | ---- | ---- | ---- | ---- | ---- |
| Počet obyvatel | 209  | 222  | 227  | 246  | 202  | 199  | 190  | 141  | 144  | 139  | 136  | 105  | 102  | 93   | 87   |
| Počet domů     | 34   | 36   | 39   | 38   | 36   | 37   | 38   | 38   | 31   | 31   | 31   | 36   | 40   | 41   | 40   |

## Obecní správa
V letech 1869–1930 Chyšná byla jako osada obce k Černičí v okrese Ledeč (1869–1910) a později v okrese Ledeč nad Sázavou. V letech 1950–1976 byla jako osada obce k Martinicím u Onšova v okrese Pacov (1950) a později v okrese Pelhřimov. Od 1. dubna 1976 do 31. prosince 1991 patřila jako část obce ke Košeticím a od 1. ledna 1992 je samostatnou obcí.

### Obecní symboly
Znak a vlajka byly obci uděleny rozhodnutím předsedkyně Poslanecké sněmovny Parlamentu České republiky dne 24. února 2012.

## Pamětihodnosti
- Antikomunistické pamětní desky[8]
- Pamětní deska Ronaldu Reaganovi a Michailu Gorbačovovi[9]

## Galerie

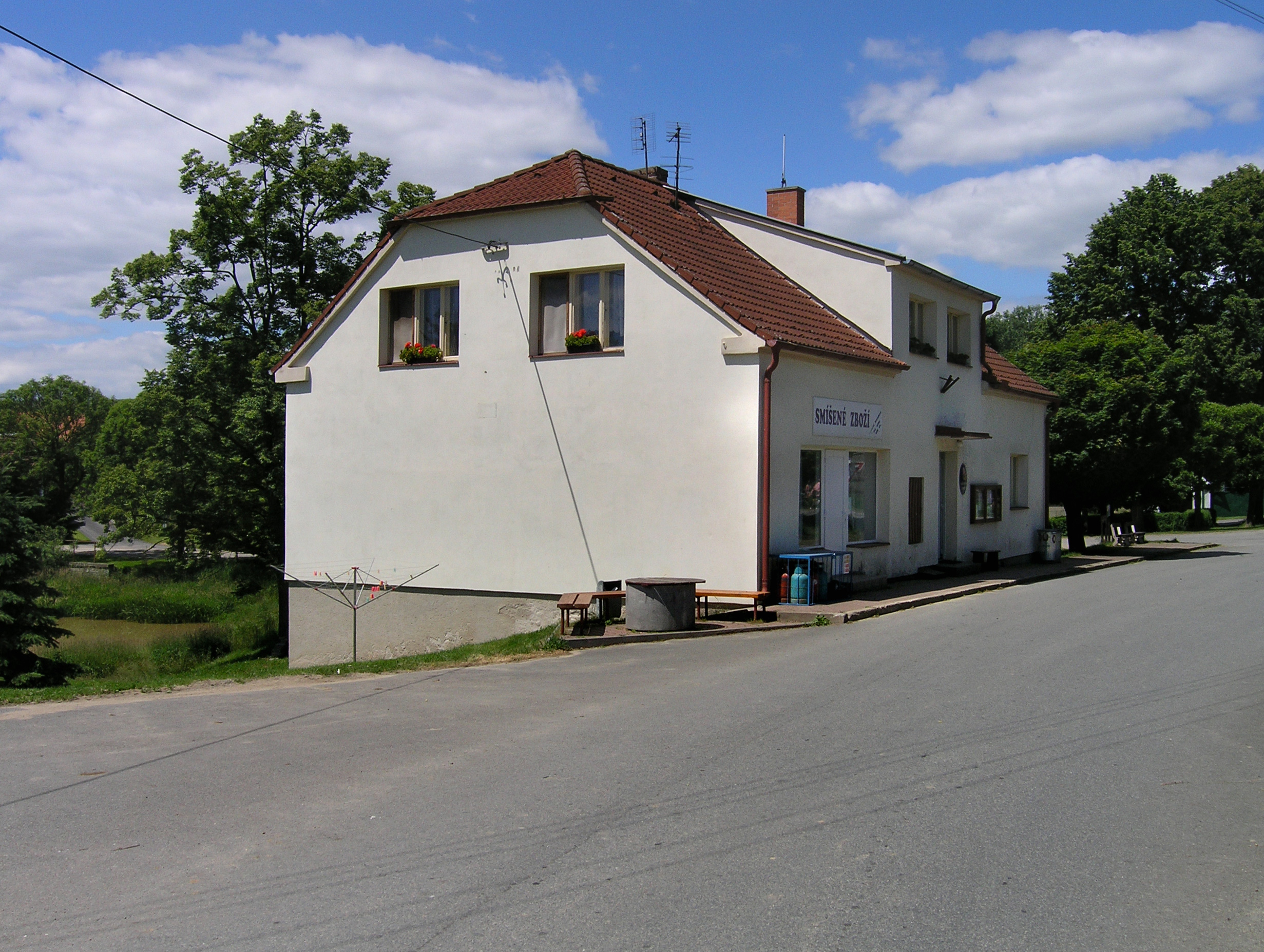
Obecní úřad
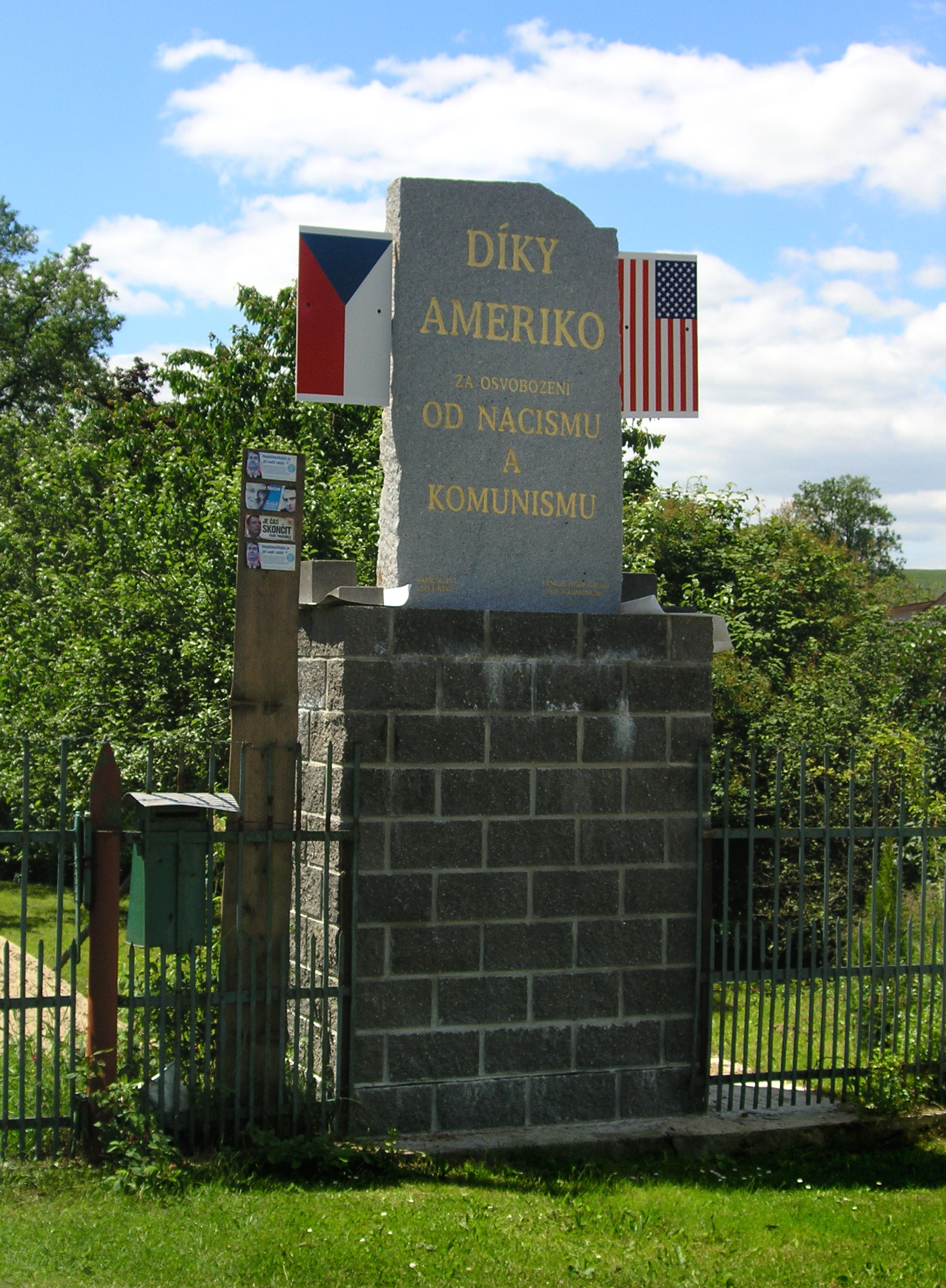
Soukromý památník